# Selección de voleibol de la República Checa
La Selección de voleibol de la República Checa  es el equipo masculino de voleibol representativo de la República Checa en las competiciones internacionales organizadas por la Confederación Europea de Voleibol (CEV), la Federación Internacional de Voleibol (FIVB) o el Comité Olímpico Internacional (COI). La organización de la selección está a cargo de la Český volejbalový svaz.

## Historia
Tras la disolución de Checoslovaquia, su poderosa selección (dos veces campeona del mundo y tres de Europa, además de una plata y un bronce olímpico) desapareció también originando la selecciones de Eslovaquia y la de República Checa.
La selección checa nunca se ha clasificado en los Juegos Olímpicos y tampoco ha conseguido medallas en el campeonato Mundial o en el campeonato europeo. Sin embargo disputa regularmente las dos competiciones y en dos ocasiones ha jugado una final por el bronce: en el campeonato europeo de Austria 1999 es derrotada por Rusia en semifinal y por Yugoslavia en la final 3.º-4.º en ambos los partidos por 0-3.
En la edición siguiente, organizada por la misma República Checa en 2001, cae ante Italia en la semifinal (0-3) y también pierde el partido por la medalla de bronce ante Rusia por 2-3.
También ha terminado en cuarta posición la Liga Mundial de 2003, cuya fase final se disputó en Madrid: no pudo ni ante Brasil en la semifinal (0-3) ni ante Italia en el partido siguiente (1-3).
En 2004 se corona campeona de la primera edición de la Liga Europea (albergada en Opava) tras derrotar a Rusia por 3-0 en la gran final.

## Historial
| Juegos Olímpicos      |
| --------------------- |
| - Sin participaciones |

| \| - 1949: No existía[4] - 1952: No existía[4] - 1956: No existía[4] - 1960: No existía[4] - 1962: No existía[4] \| - 1966: No existía[4] - 1970: No existía[4] - 1974: No existía[4] - 1978: No existía[4] - 1982: No existía[4] \| - 1986: No existía[4] - 1990: No existía[4] - 1994: No clasificada - 1998: 19.º - 2002: 13.º \| - 2006: 13.º - 2010: 10.º - 2014: No clasificada - 2018: \| |                                                                                                |                                                                                        |                                                          |
| - 1949: No existía - 1952: No existía - 1956: No existía - 1960: No existía - 1962: No existía | - 1966: No existía - 1970: No existía - 1974: No existía - 1978: No existía - 1982: No existía | - 1986: No existía - 1990: No existía - 1994: No clasificada - 1998: 19.º - 2002: 13.º | - 2006: 13.º - 2010: 10.º - 2014: No clasificada - 2018: |

| \| - 1990: No existía[4] - 1991: No existía[4] - 1992: No existía[4] - 1993: No clasificada - 1994: No clasificada - 1995: No clasificada - 1996: No clasificada \| - 1997: No clasificada - 1998: No clasificada - 1999: No clasificada - 2000: No clasificada - 2001: No clasificada - 2002: No clasificada - 2003: No clasificada \| - 2004: 4.º - 2005: No clasificada - 2006: No clasificada - 2007: No clasificada - 2008: No clasificada - 2009: No clasificada - 2010: No clasificada \| - 2011: No clasificada - 2012: No clasificada - 2013: No clasificada - 2014: 16.º - 2015: 15.º - 2016: 18.º \| | | | |
| - 1990: No existía - 1991: No existía - 1992: No existía - 1993: No clasificada - 1994: No clasificada - 1995: No clasificada - 1996: No clasificada | - 1997: No clasificada - 1998: No clasificada - 1999: No clasificada - 2000: No clasificada - 2001: No clasificada - 2002: No clasificada - 2003: No clasificada | - 2004: 4.º - 2005: No clasificada - 2006: No clasificada - 2007: No clasificada - 2008: No clasificada - 2009: No clasificada - 2010: No clasificada | - 2011: No clasificada - 2012: No clasificada - 2013: No clasificada - 2014: 16.º - 2015: 15.º - 2016: 18.º |

| \| - 1948: No existía[4] - 1950: No existía[4] - 1951: No existía[4] - 1955: No existía[4] - 1958: No existía[4] - 1963: No existía[4] - 1967: No existía[4] - 1971: No existía[4] \| - 1975: No existía[4] - 1977: No existía[4] - 1979: No existía[4] - 1981: No existía[4] - 1983: No existía[4] - 1985: No existía[4] - 1987: No existía[4] - 1989: No existía[4] \| - 1991: No existía[4] - 1993: 8.º - 1995: 9.º - 1997: 6.º - 1999: 4.º - 2001: 4.º - 2003: 9.º - / 2005: 9.º \| - 2007: No clasificada - 2009: 16.º - / 2011: 10.º - / 2013: 16.º - / 2015: 13.º \| | | |                                                                                  |
| - 1948: No existía - 1950: No existía - 1951: No existía - 1955: No existía - 1958: No existía - 1963: No existía - 1967: No existía - 1971: No existía | - 1975: No existía - 1977: No existía - 1979: No existía - 1981: No existía - 1983: No existía - 1985: No existía - 1987: No existía - 1989: No existía | - 1991: No existía - 1993: 8.º - 1995: 9.º - 1997: 6.º - 1999: 4.º - 2001: 4.º - 2003: 9.º - / 2005: 9.º | - 2007: No clasificada - 2009: 16.º - / 2011: 10.º - / 2013: 16.º - / 2015: 13.º |

| Copa Mundial          |
| --------------------- |
| - Sin participaciones |

### Otras competiciones
| Liga Europea |
| --- |
| - 2004: Campeón - 2005: 7.º - 2006: No clasificada - 2007: 9.º - 2008: No clasificada - 2009: No clasificada - 2010: No clasificada - 2011: No clasificada - 2012: 5.º - 2013: 3.º - 2014: No participa - 2015: |